# (15332) CERN
(15332) CERN est un astéroïde de la ceinture principale.

## Description
(15332) CERN est un astéroïde de la ceinture principale. Il fut découvert par Eric Walter Elst le 9 octobre 1993 à l'ESO. Il présente une orbite caractérisée par un demi-grand axe de 2,55 UA, une excentricité de 0,056 et une inclinaison de 7,03° par rapport à l'écliptique.
Il fut nommé d'après le CERN, Conseil européen pour la recherche nucléaire, équipé de son cyclotron de 27 km de long.

## Compléments